# Pferd (Wappentier)
Das Pferd auch als Ross bezeichnet ist ein häufig auftretendes Wappentier.
Es wird in der natürlichen Form als Gemeine Figur verwendet. Grundhaltung ist springend und nach rechts sehend. Liegend oder steigend sowie nach links sehend ist möglich, aber selten. Die Tingierung entspricht den zugelassenen heraldischen Farben, wobei silber oder schwarz die bevorzugte ist. Das sind, wie in der realen Welt, Schimmel oder Rappen. Hier ist auch das Zebra möglich. Weitere Überlegungen stehen im Artikel Sachsenross#Andere Pferdewappen.
Das Pferd ist auch als Wappenträger anzutreffen. Beispiele sind die Wappen von Burkina Faso und Königreich Lesotho. Auch im Wappen von Botswana sind zwei Zebras Schildhalter. Im Wappen von Uruguay und Venezuela ist es vertreten und gilt als Symbol der Freiheit. Näher ist das niederländische Emmen. In Niedersachsen liegen Bassum und Osterholz-Scharmbeck.
Ein Pferd ohne Zaumzeug und Sattel wird als lediges Pferd beschrieben.
Alle Teile, wie Sattel, Hufe, Mähne, Zaumzeug oder Satteltasche, müssen blasoniert werden. Oft wird auch ein Reiter wie St. Georg auf das Pferd gesetzt, der lanzenschwingend, fahnenschwingend oder mit dem Drachen kämpfend das Wappenbild vervollständigt. Dieser hat oft einen erwähnenswerten üppigen Umhang. Er kann auch im Harnisch stecken und einen der möglichen Helme auf dem Kopf haben. Oft ist der Reiter ein Schildträger, auf dem Teile des Wappens wiederholt werden.
Viele heraldische Pferde haben es zu Ruhm und Eigennamen gebracht. Bekannt sind das Niedersachsenpferd, das Welfenross oder der Tomsker Schimmel.
Teile des Pferdes werden selten verwendet. Aber das Vorderteil findet sich bisweilen im Wappen.
Eine Besonderheit ist das Pferd mit zwei Flügeln in Schulternähe. Es wird Flügelpferd oder Pegasus genannt. Es ist im Wappen des Templerordens als Zeichen der Armut abgebildet. Ursprünglich waren zwei Reiter auf dem Pferd, die über die Zeit durch zwei Flügel ersetzt wurden (Überlieferung). Ähnlich diesem ist das Windpferd im Wappen der Mongolei. Es ist stark stilisiert, in Gold und nach links fliegend.
Das Seepferd besteht aus einem Pferdevorderteil und einem Fischschwanz.
Ein Pferd mit einem menschlichen Vorderteil ist ein Zentaur.
Redend sind die Wappen von Pferdsdorf oder Roßhaupten.

Wappen aus Deutschland
Wappen von Althegnenberg (Bayern)
Pferd, freigelassen, springt über ein Salzfass: Freilassing (Bayern)
Wappen von Haibach (Niederbayern) mit Zaumzeug
wie auch in Oberstdorf (Allgäu)
Wappen von Bad Rappenau (Baden-Württemberg)
Wappen von Orsenhausen (Baden-Württemberg)
Wappen von St. Johann (Baden-Württemberg)
Wappen von Stutensee (Baden-Württemberg)
Wappen von Stuttgart (Baden-Württemberg)
Wappen von Redefin (Mecklenburg-Vorpommern)
Wappen von Schwerin (Mecklenburg-Vorpommern)
Wappen von Bad Harzburg-Bündheim (Niedersachsen)
Wappen von Berne (Niedersachsen)
Wappen von Filsum (Niedersachsen)
Wappen von Loxstedt (Niedersachsen)
Wappen von Niedersachsen (siehe Sachsen- oder Westfalenross)
Westfalen: Westfälisches Wappen 1918–1946
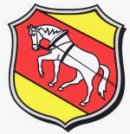
Wappen von Helpup (Nordrhein-Westfalen)
Wappen von Herne (Nordrhein-Westfalen)
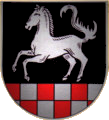
Wappen von Pferdsfeld (Rheinland-Pfalz)
Wappen von Schillingen (Rheinland-Pfalz) mit Drachenschwanzrossen
Wappen von Segnitz (Bayern)
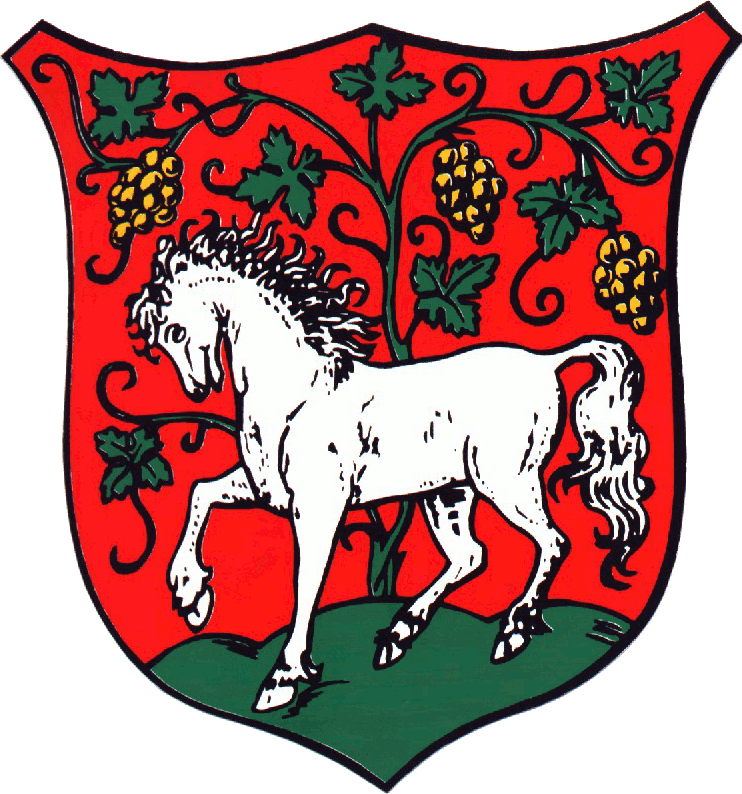
Wappen von Roßwein (Sachsen)
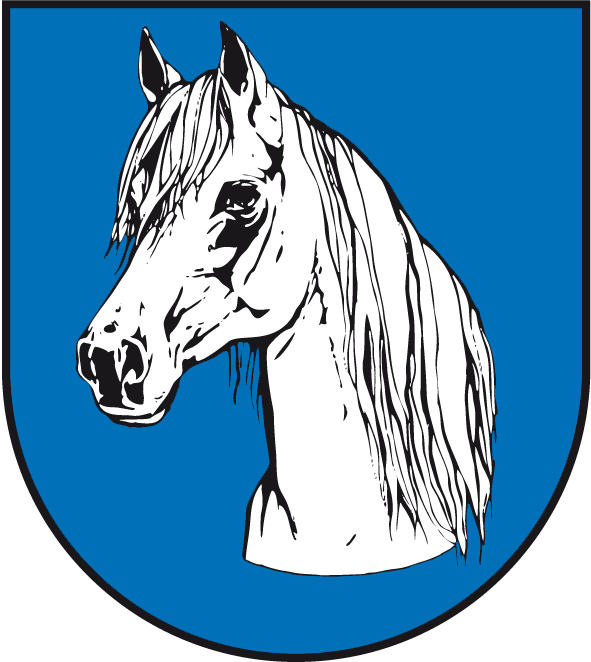
Wappen von Zöschen (Sachsen-Anhalt), gestaltet durch Jörg Mantzsch
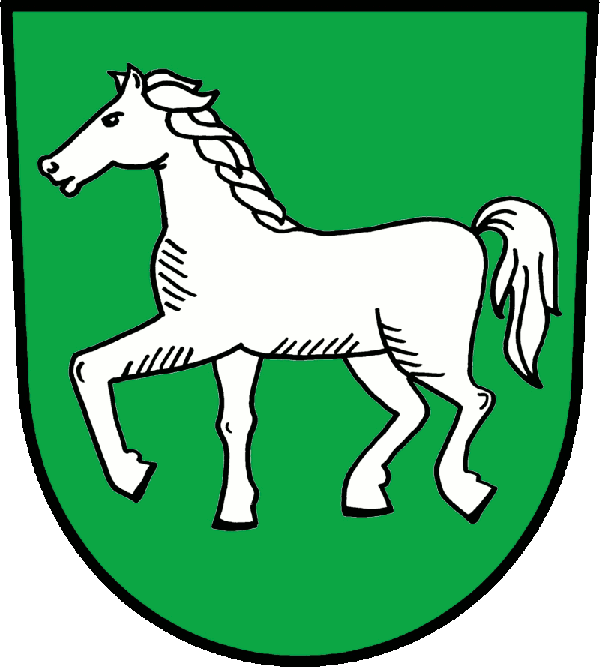
Wappen von Schilda (Brandenburg)
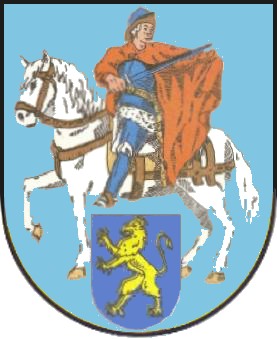
Wappen von Greußen (Thüringen, mit St. Martin)

Wappen aus Österreich, der Schweiz und Südtirol
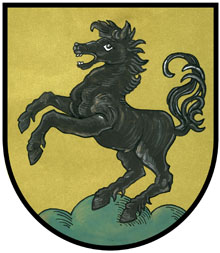
Wappen von Hengsberg (Steiermark)
Wappen von Bargen (Kanton Bern, mit Pegasospferd)
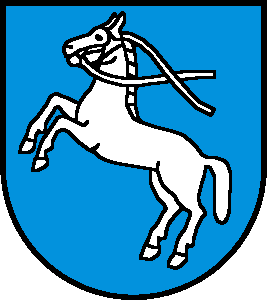
Wappen von Bellach (Kanton Solothurn)
Wappen von Dottikon (Kanton Aargau)
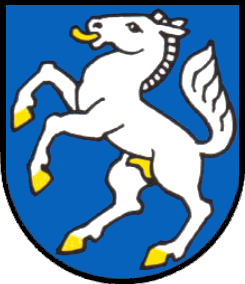
Wappen von Füllinsdorf (Kanton Basel-Landschaft)
Wappen von Seuzach (Kanton Zürich)
Wappen von Hafling (Südtirol, Namensgeber der Pferderasse)
Wappen von St. Ulrich in Gröden (Südtirol)

Wappen aus Bulgarien
Wappen von Blagoewgrad
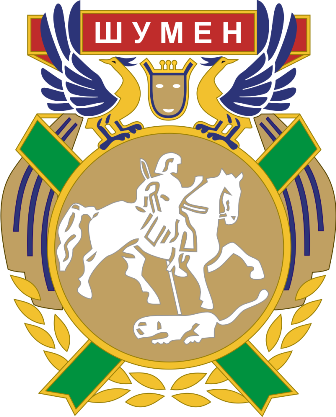
Wappen von Schumen
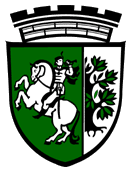
Wappen von Sliwen

Wappen aus Frankreich
Wappen von Bellerive-sur-Allier
Wappen von La Brillanne

Wappen aus Polen
Wappen von Białystok (Bjelostock)
Wappen von Konin
Wappen von Kowary (Schmiedeberg im Riesengebirge)
Wappen von Łosice
Wappen von Pilchowice (Pilchowitz)
Wappen von Sucha Beskidzka

Wappen aus Rumänien
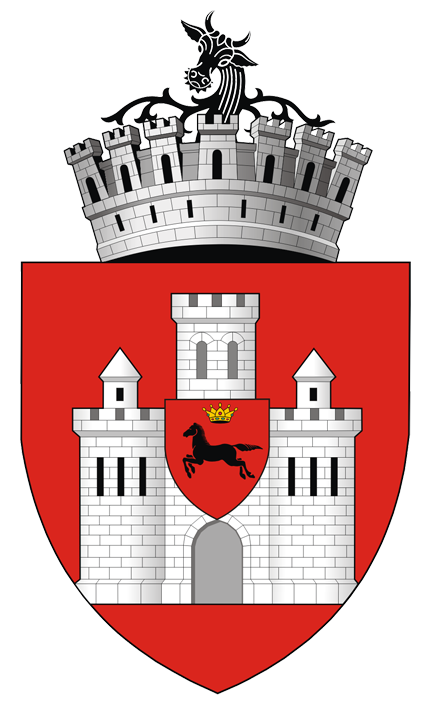
Wappen von Jassy
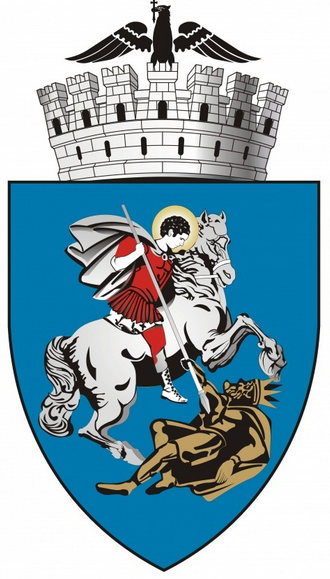
Wappen von Krajowa

Wappen aus Russland
Wappen von Barnaul
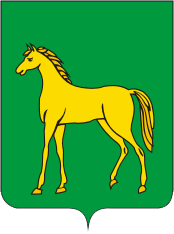
Wappen von Bronnizy
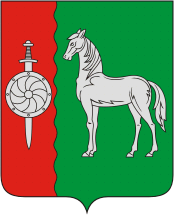
Wappen von Dankow
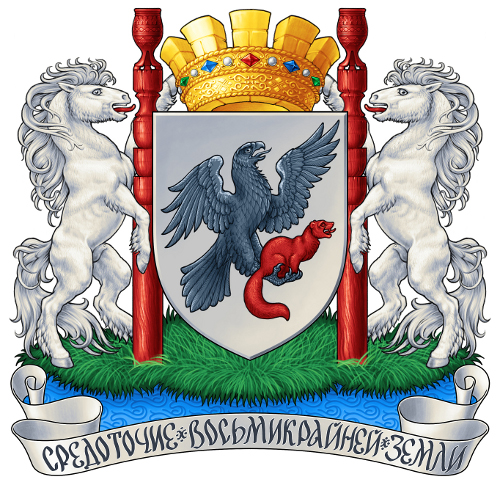
Wappen von Jakutsk
Wappen von Moskau
Wappen von Sacha
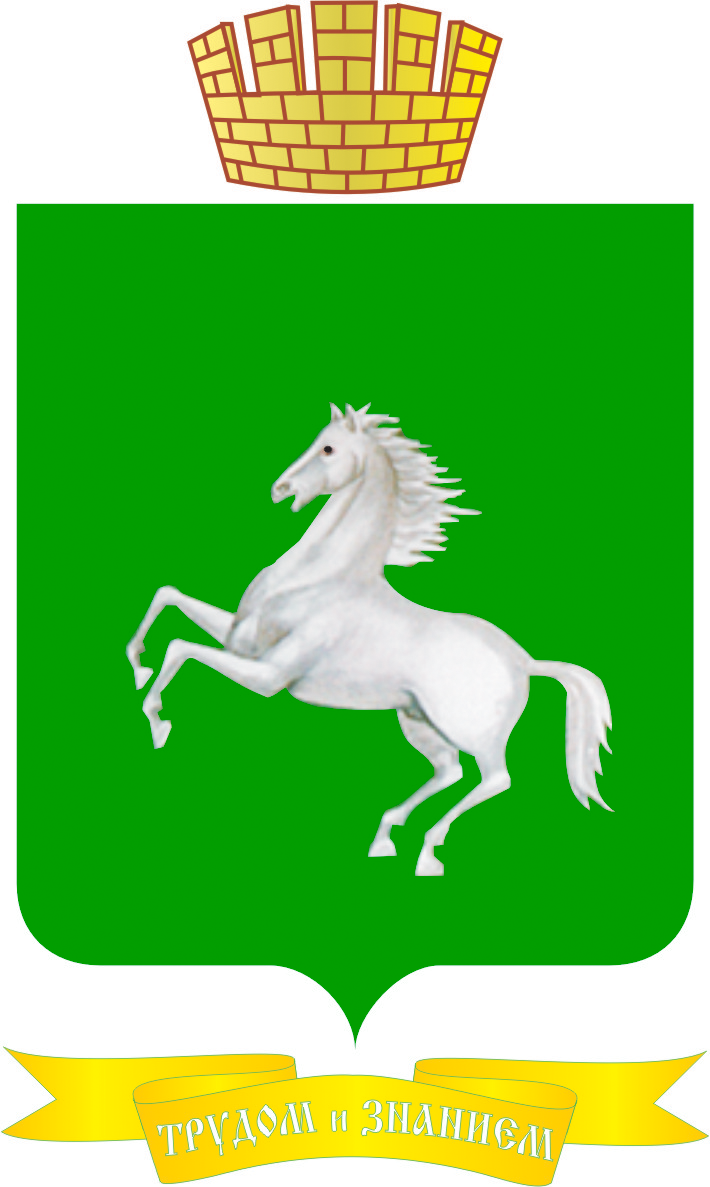
Wappen von Tomsk
Wappen von Oblast Tomsk
Wappen von Tuwa

Wappen aus Slowenien
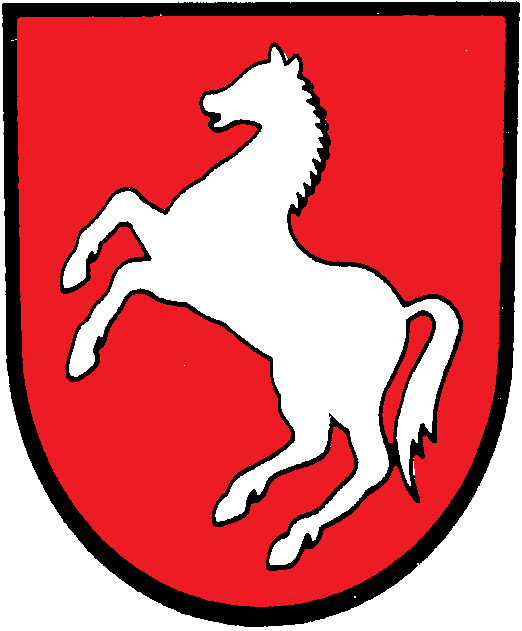
Wappen von Slovenske Konjice (Gonobitz)
Wappen von Rogaška Slatina (Rohitsch-Sauerbrunn)
Wappen von Šenčur (St. Georgen)
Wappen von Sveti Jurij ob Ščavnici (St. Georgen an der Stainz)
Wappen von Šentjur pri Celju (St. Georgen bei Cilli)
Wappen von Šmartno pri Litiji (St. Martin bei Littai)
Wappen von Pivka (St. Peter in Krain)

Wappen aus Tschechien
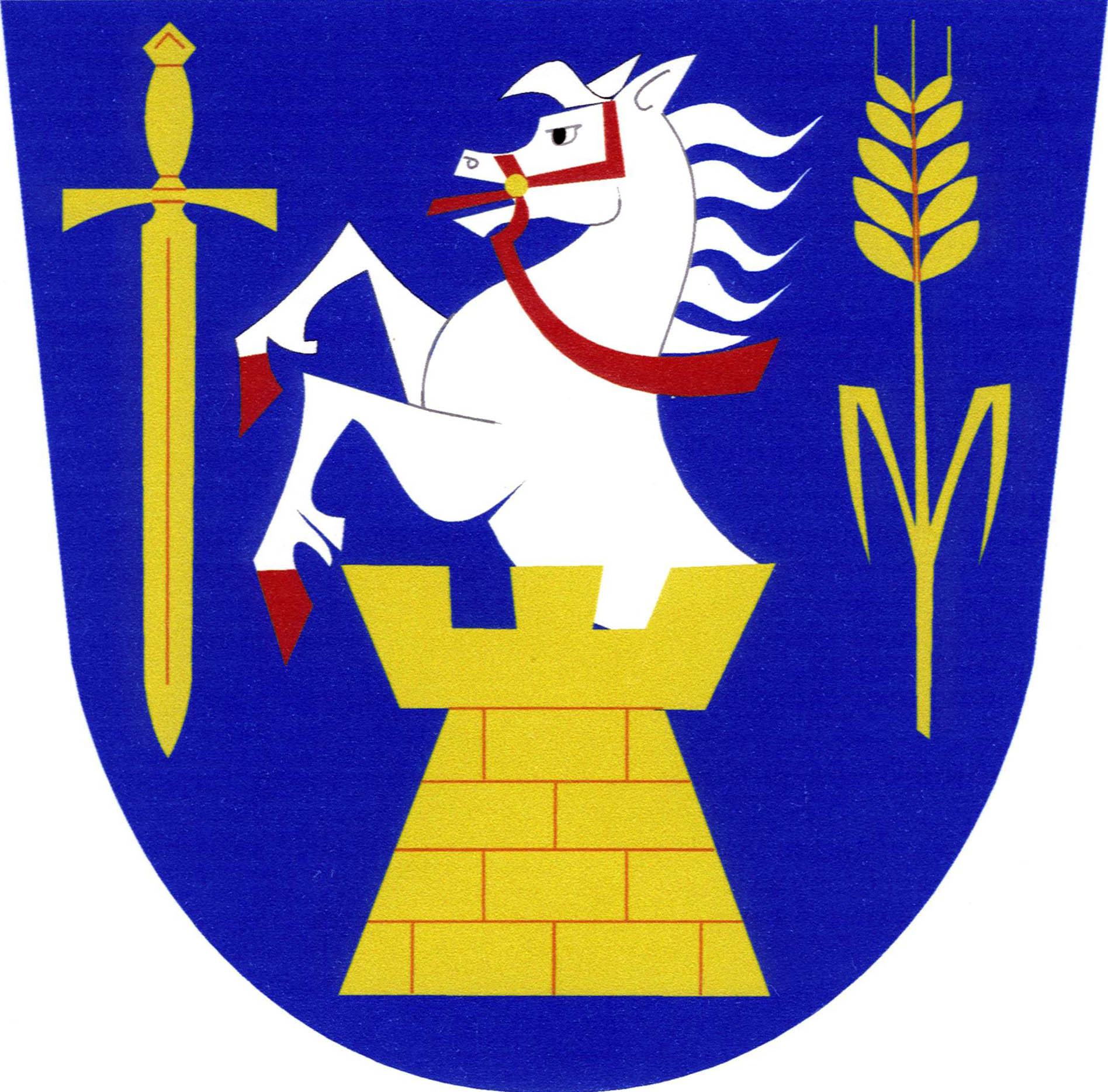
Wappen von Borotice nad Jevišovkou (Borotitz)
Wappen von Brno-Ivanovice (Brünn-Eiwanowitz)
Wappen von Čestice u Častolovic (Tschestitz)
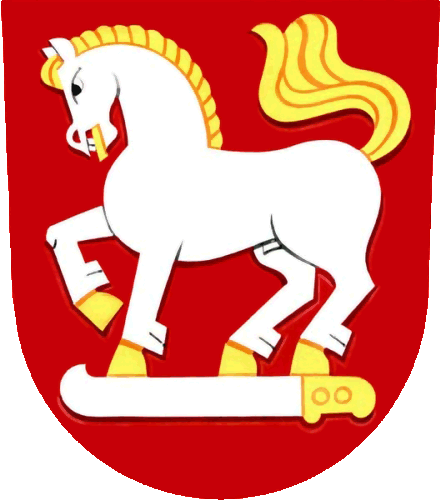
Wappen von Dolní Nětčice (Unter Nietschitz)
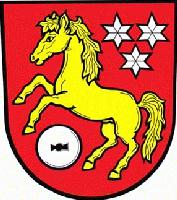
Wappen von Hlavnice (Glomnitz)
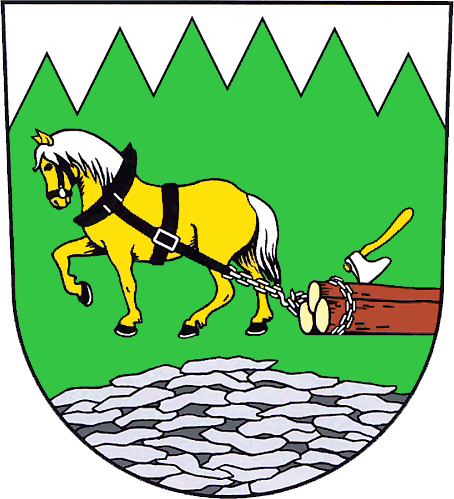
Wappen von Holčovice (Hillersdorf)
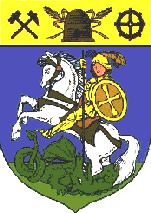
Wappen von Horní Jiřetín (Ober Georgenthal)
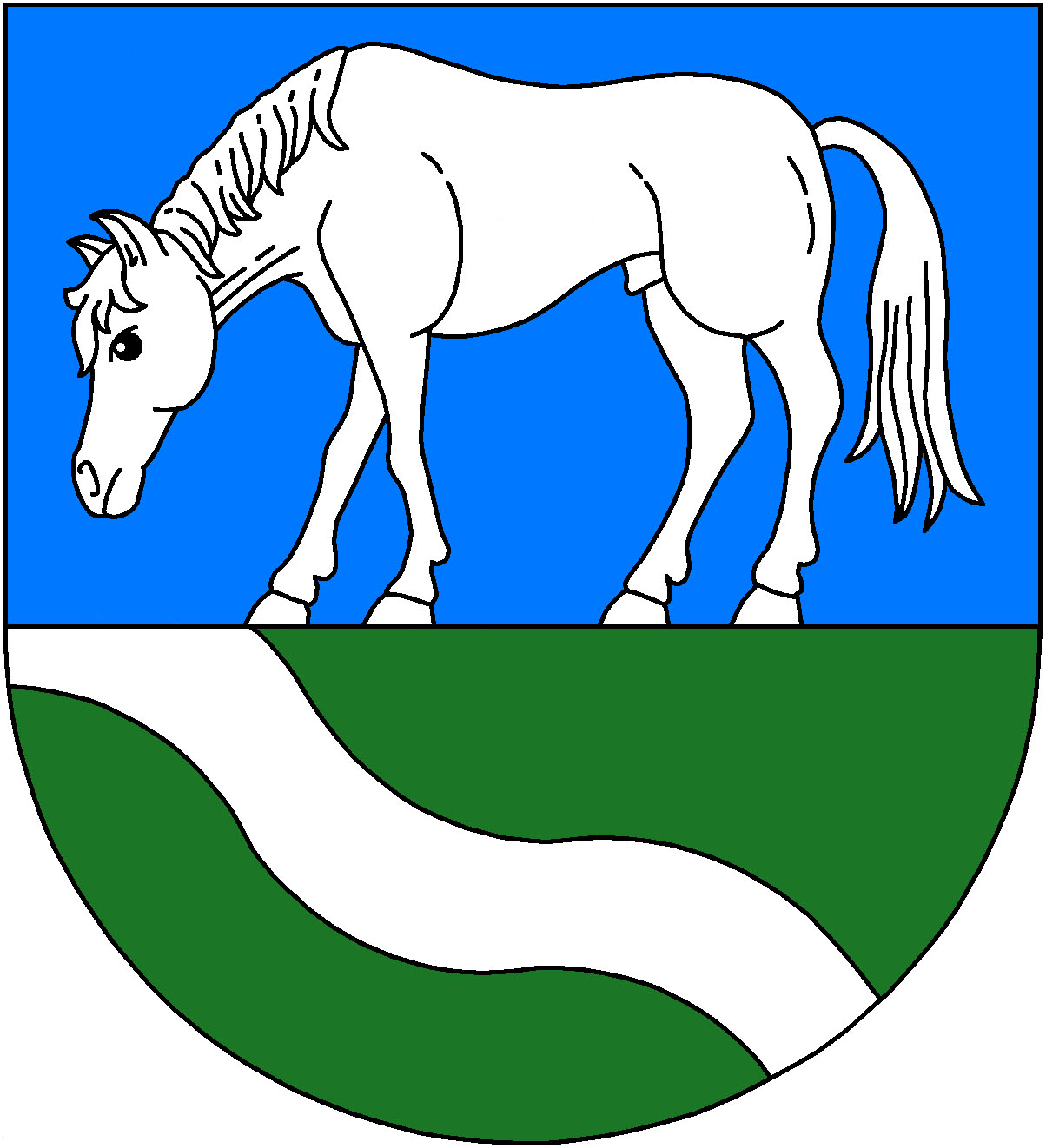
Wappen von Hranice u Aše (Roßbach)
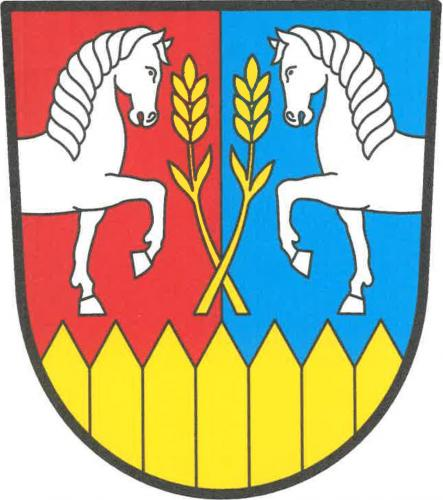
Wappen von Hřebeč (Řebeč)
Wappen von Javornice (Jawornitz)
Wappen von Jiřetín pod Jedlovou (Sankt Georgenthal)
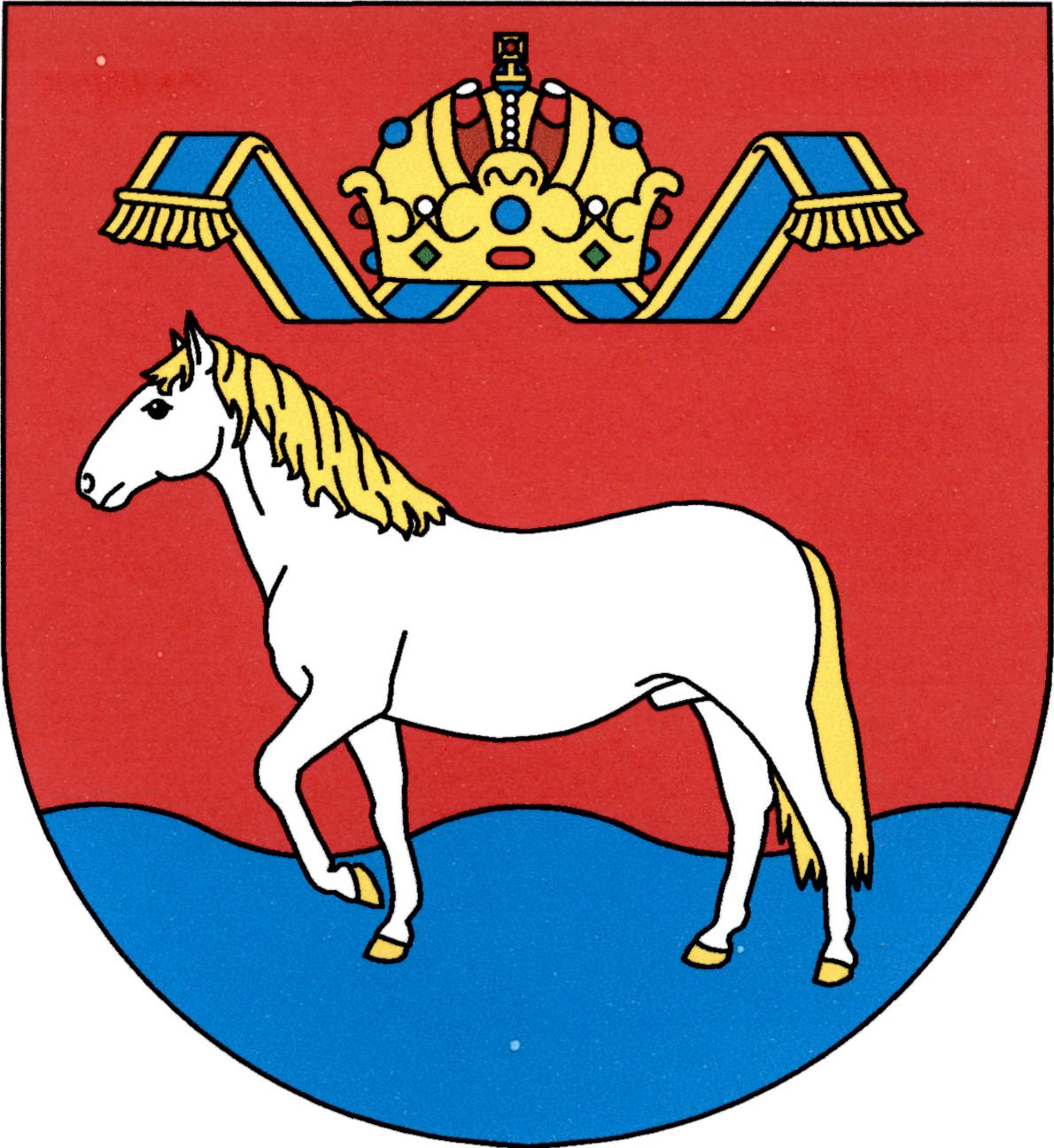
Wappen von Kladruby nad Labem (Kladrub an der Elbe)
Wappen von Komňa (Komna)
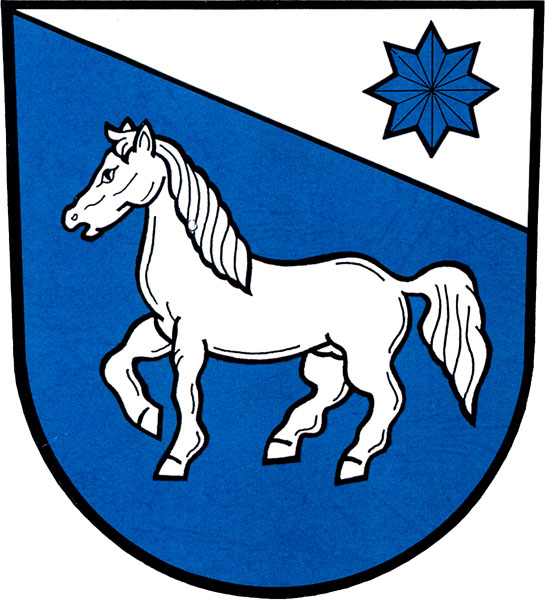
Wappen von Mezina (Messendorf)
Wappen von Ostrava (Ostrau)
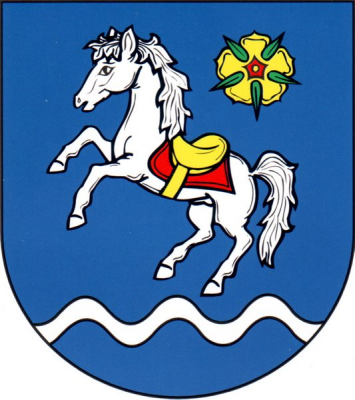
Wappen von Ostrava – Moravská Ostrava a Přívoz (Ostrau – Mährisch-Ostrau und Priwoz)
Wappen von Pardubice (Pardubitz)
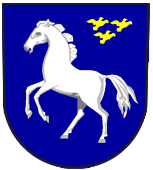
Wappen von Pozděchov (Posdiechow)
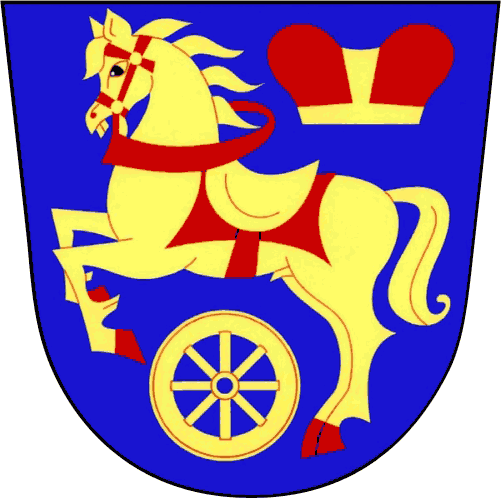
Wappen von Rozvadov (Roßhaupt)
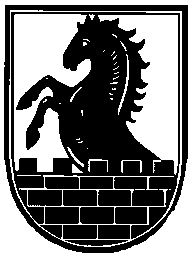
Wappen von Schönhengstgau
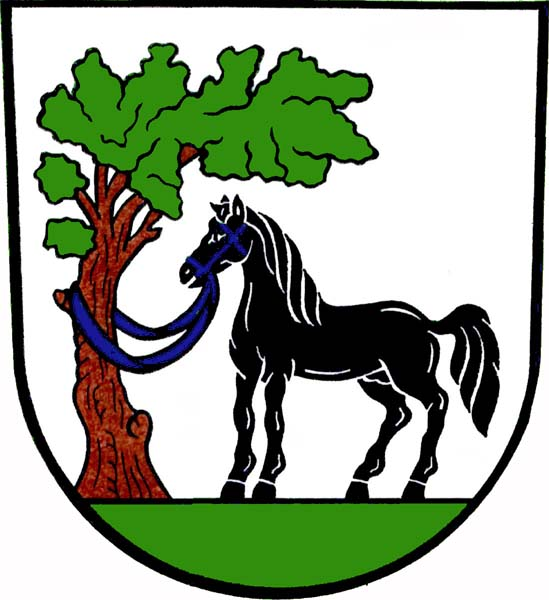
Wappen von Slezské Rudoltice (Rosswald)
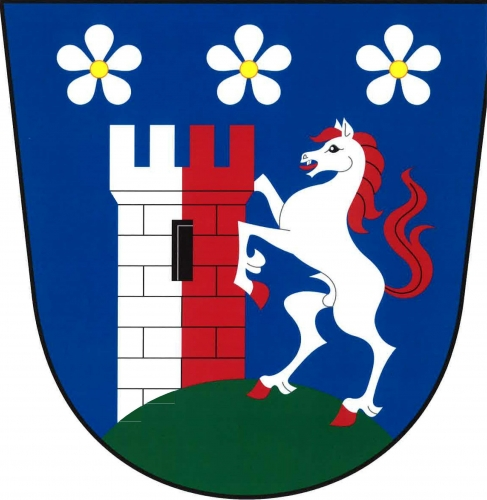
Wappen von Střemošice (Stremoschitz)
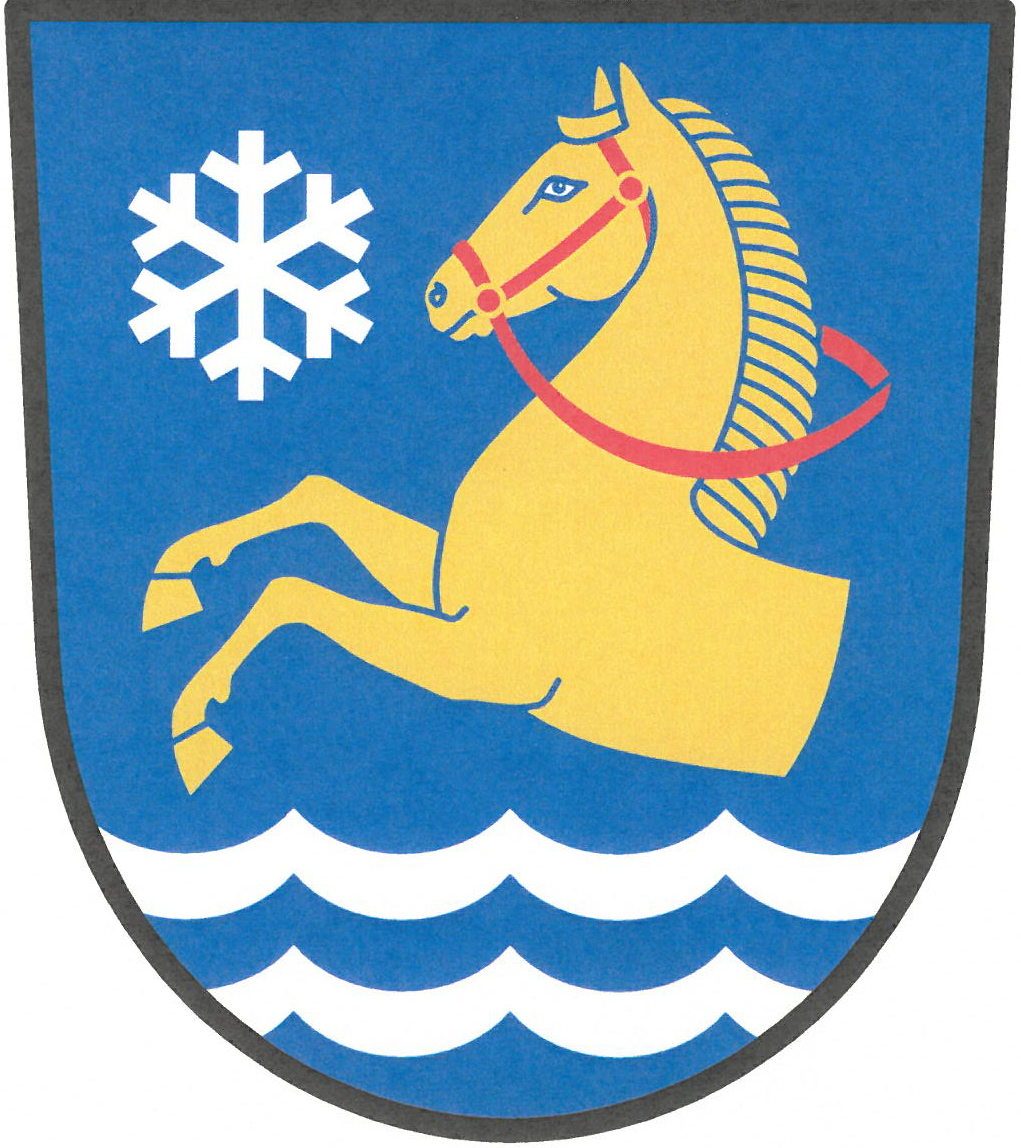
Wappen von Studený (Studena)
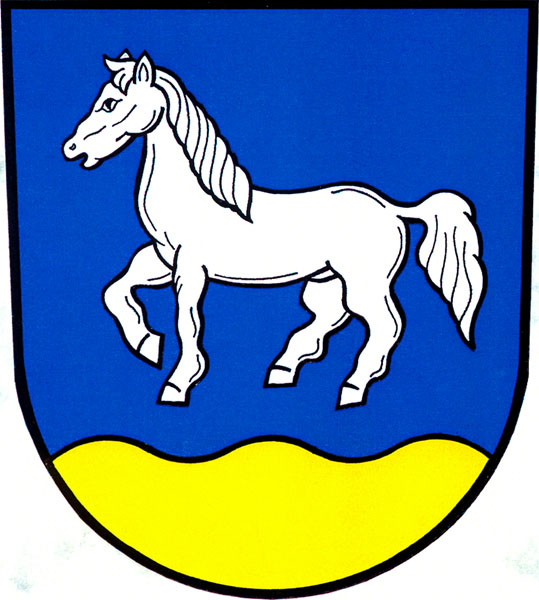
Wappen von Střítež (Trzitiesch)
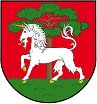
Wappen von Vamberk (Wamberg)
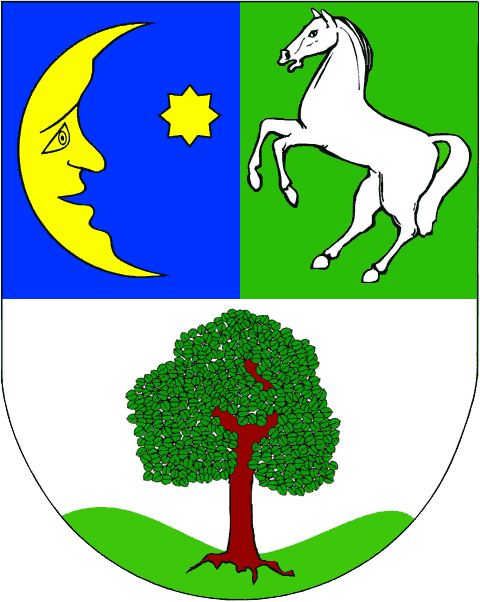
Vavřinec na Moravě (Laurenz)
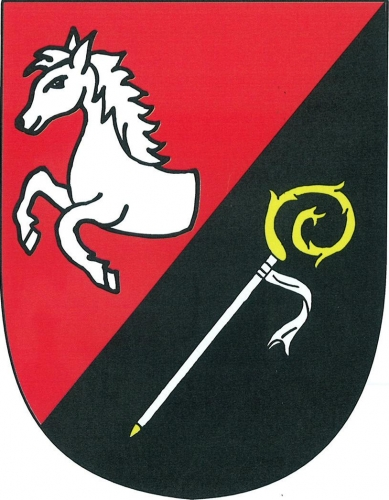
Wappen von Vejprnice (Weiprnitz)
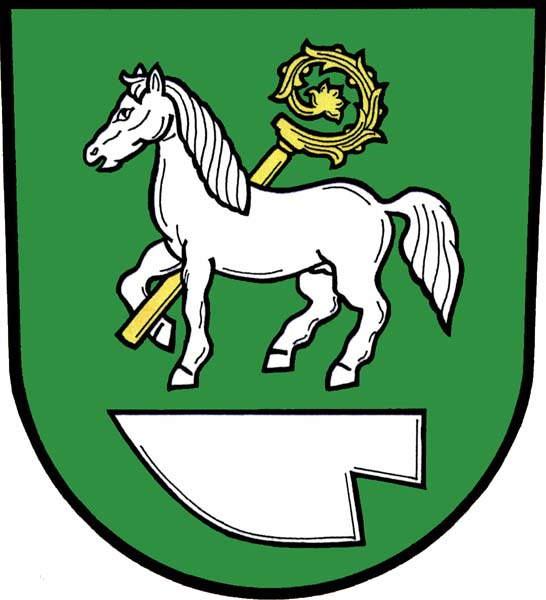
Wappen von Vysoká (Waissak)

Wappen aus der Ukraine
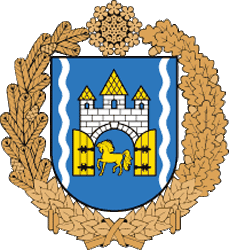
Wappen von Rajon Browary
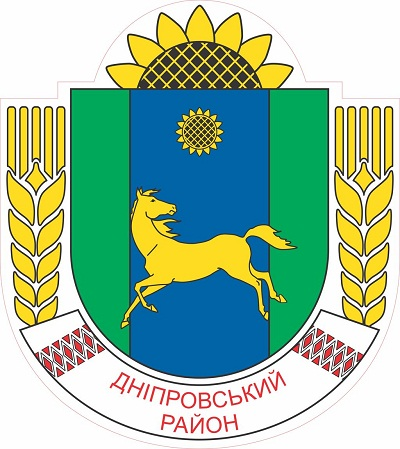
Wappen von Rajon Dnipro
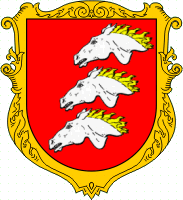
Wappen von Halusynzi
Wappen von Huljajpole
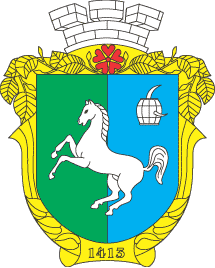
Wappen von Kizman
Wappen von Oblast Luhansk
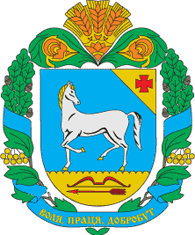
Wappen von Rajon Oleksandrija
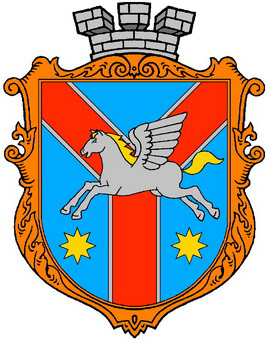
Wappen von Schmerynka
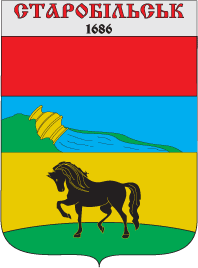
Wappen von Starobilsk
Wappen von Rajon Tarutyne
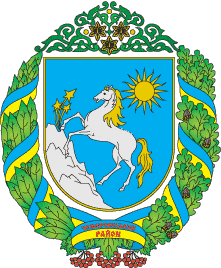
Wappen von Rajon Tschemeriwzi
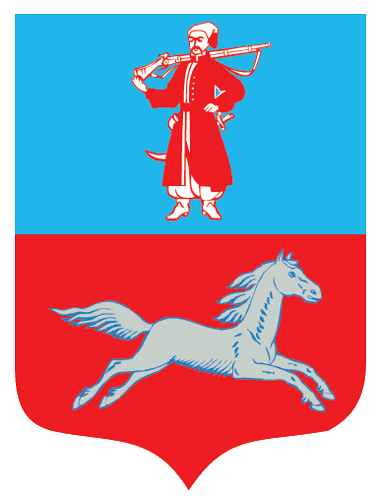
Wappen von Tscherkassy
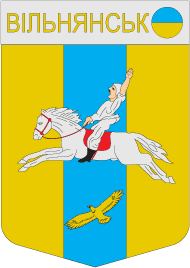
Wappen von Wilnjansk

Wappen aus Weißrussland
altes Wappen von Belarus
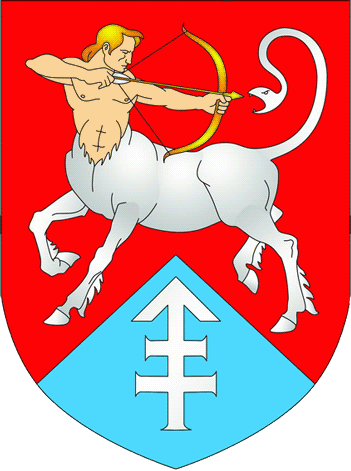
Wappen mit Zentaur von Halschany

Wappen aus England, Georgien, Italien, Kasachstan, Litauen, der Slowakei, Turkmenistan, Venezuela
Wappen mit Pegasus des Robinson College, Cambridge (England)
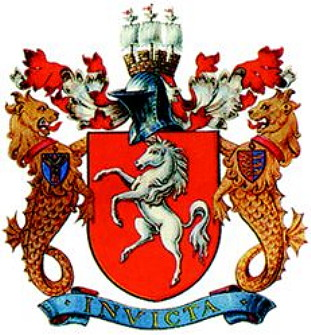
Wappen von Kent (England)
Wappen Georgiens
Wappen von Martina Franca
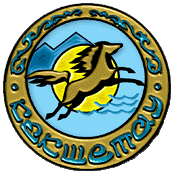
Wappen von Kökschetau (Kasachstan)
Wappen Litauens
Wappen von Martin (Slowakei)
Wappen Turkmenistans mit Yanardag
Wappen Venezuelas